# Шопрон
Шопрон (на унгарски: Sopron; на немски: Ödenburg; на хърватски: Šopron, Šapron, Šopruonj; на латински: Scarbantia) е град в Унгария близо до границата с Австрия. Шопрон се намира на 220 км от столицата Будапеща и на 60 км от Виена. Поради тази близост Шопрон се превръща и в предпочитана туристическа дестинация за повечето австрийци. Градът е част от административната област Дьор-Мошон-Шопрон. Населението му е 62 454 души (по приблизителна оценка за януари 2018 г.).

## Медии

### Телевизии
- Шопрон Телевизия
- Инфо ТВ

### Радиостанции
- Нап Радио 94
- Корвинус Радио 104.6

## Личности
- Ференц Лист – австро-унгарски пианист и композитор
- Георг Тракл – австрийски поет и драматург
- Бела Барток – унгарски композитор и пианист
- Франц Лехар – унгарски композитор

## Галерия
- Градски център
- Въздушна снимка на Шопрон

## Побратимени градове
Шопрон е побратимен град с:
| - Айзенщат, Австрия - Бад Вимпфен, Германия - Болцано, Италия - Велико Търново, България - Ейлат, Израел | - Кадзуно, Япония - Кемптен (Алгой), Германия - Медиаш, Румъния - Роршах, Швейцария - Сейнайоки, Финландия |